# Lucas Olaza
Lucas Olaza, vollständiger Name Lucas René Olaza Catrofe, (* 21. Juli 1994 in Montevideo) ist ein uruguayischer Fußballspieler. Er steht seit Sommer 2023 bei FK Krasnodar unter Vertrag.

## Karriere

### Verein
Der je nach Quellenlage 1,73 Meter oder 1,75 Meter große Defensivakteur Olaza spielt in Montevideo für den Erstligaverein River Plate Montevideo. In der Clausura 2012 ist erstmals ein Einsatz für ihn in der Primera División verzeichnet. In der Clausura der Saison 2012/13 bestritt er 15 weitere Ligaspiele (ein Tor), bei denen er jeweils auch in der Startelf stand. In der Apertura 2013 absolvierte er bis zu seinem letzten Einsatz am 15. Dezember 2013 15 Partien in der höchsten uruguayischen Spielklasse und erzielte sechs Treffer. Zudem kam er viermal in der Copa Sudamericana 2013 zum Zug. Anfang Januar 2014 wechselte er auf Leihbasis für sechs Monate zum brasilianischen Verein Athletico Paranaense. Bei den Brasilianern lief er sechsmal in der Serie A, viermal in der Paranaense 1 und einmal in der Copa do Brasil auf (jeweils kein Tor). Ende Juli 2015 schloss er sich im Rahmen eines erneuten Leihgeschäfts über ein Jahr, das eine Kaufoption enthält, der in der Segunda División B spielenden Zweiten Mannschaft des spanischen Klubs Celta Vigo an. Dort bestritt er 24 Ligaspiele (kein Tor). Ab Juli 2016 folgte eine Leihstation beim Danubio FC. In der Saison 2016 lief er für die Montevideaner in fünf Erstligaspielen (kein Tor) auf. In der Saison 2017 folgten 22 weitere Einsätze (sechs Tore) in der Primera División und zwei absolvierte Partien (zwei Tore) in der Copa Sudamericana 2017. Während seiner Zeit bei Danubio fiel er rund ein halbes Jahr lang verletzungsbedingt aus. Am 24. Juli 2017 wurde sein Wechsel nach Argentinien zu CA Talleres von Seiten Danubios offiziell verkündet. Im Juli 2018 wechselte Olaza zunächst für ein halbes Jahr auf Leihbasis und anschließend fest zu Boca Juniors. Von dort wurde er allerdings direkt an Celta Vigo verliehen. Seit 2021 steht er bei Real Valladolid unter Vertrag. Anfang 2022 wurde er bis Ende der Saison an den FC Elche ausgeliehen.

### Nationalmannschaft
Olaza debütierte unter Trainer Juan Verzeri am 8. Juni 2012 in der mit 2:0 gewonnenen Partie gegen die USA in der uruguayischen U-20-Nationalmannschaft. Er gehörte dem Aufgebot der uruguayischen U-20-Auswahl bei der U-20-Weltmeisterschaft 2013 in der Türkei an. Dort wurde er Vize-Weltmeister mit Uruguay. Olaza spielte im Turnier ausschließlich in der Final-Partie gegen Frankreich, als er in der 100. Spielminute für Gianni Rodríguez eingewechselt wurde. Als einziger uruguayischer Schütze traf er im Elfmeterschießen. Bislang (Stand: 13. Juli 2013) absolvierte er neun Länderspiele in dieser Altersklasse. Ein Tor erzielte er nicht.

## Erfolge
- Platz 3 bei der Copa América: 2024[10]